# Anomala semismaragdina
Anomala semismaragdina är en skalbaggsart som beskrevs av Leon Fairmaire 1889. Anomala semismaragdina ingår i släktet Anomala och familjen Rutelidae. Inga underarter finns listade i Catalogue of Life.